# Шеланга
Шеланга (тат. Шылаңгы) — село в Верхнеуслонском районе Татарстана, центр Шеланговского сельского поселения.

## География
Шеланга располагается на правом берегу Волги (Куйбышевское водохранилище), в 32 км южнее села Верхний Услон.

## Название
Название села происходит от двух протекающих по его территории рек. Шеланга в переводе с марийского (горномар. Шӓлӓнгӹ, луговомар. Шалеҥге) означает канюк. В годы основания Шеланга имела другие названия: «Никольское» и «Христорождественское».

## История
Населённый пункт был основан в конце XVI века и с 1860-х годов находился в имении маркизов Паулуччи.
1 мая 1767 года на ночёвку остановились на нагорной стороне реки у села Шеланга во время путешествия Екатерины II по Волге.
С Шелангой связаны многие известные личности, такие как: Максим Горький, Александр Бланк, Фёдор Шаляпин, Александр Ерминингельдович Арбузов (?), Даша Севастопольская. В честь неё установлен единственный в России мемориал рядом со школой в Шеланге.
До революции в с. Шеланга жил помещик Медведев. Его дом располагался на горе (сейчас гора именуется Медвежьей), откуда открывался хороший вид на деревню и на залив реки Волга. После революции в его имении была школа, а потом больница. Сейчас в деревне построена новая больница, а старая — разрушена.

## Экономика
В с. Шеланга расположен кирпичный завод ООО «Керамика — Синтез», база отдыха завода Казаньоргсинтез, конно-спортивный комплекс завода Казаньоргсинтез и УСОЛ Шеланга КГЭУ.

## Достопримечательности
В селе есть двухпрестольный храм Рождества Христова, который был построен в 1783—1786 годах на средства помещицы М. Н. Нарышкиной. В первой половине XIX века к храму была пристроена колокольня.
В советские годы храм закрыли и сделали спортзал. Штукатурка с древними фресками была отбита. В начале 2000-х годов храм был передан Казанской епархии. В настоящее время богослужения совершаются в притворе храма, так как в самом храме под сводом собора выломаны полы.
Храм сейчас восстановлен (также установлены колокола) отцом Алексеем и богослужения ведутся в храме по воскресеньям и церковным праздникам.

## Сельское поселение
В Шеланговское сельское поселение входит пять населённых пунктов: село Шеланга, сёла Кзыл-Байрак и Янга-Юл, деревни Брек и Нариман.

## Транспорт
В Шелангу из Казани проходят автобусы маршрута «529 Сюкеево-Казань» каждые два часа начиная с 7 утра.
Пристань была разобрана так как её срок эксплуатации давно исчерпан. Усилиями Троценко Анатолия Трофимовича пристань была восстановлена в 2016 году и запущена в эксплуатацию.